# Maspujols
Maspujols es un municipio en la comarca del Bajo Campo, en la provincia de Tarragona, comunidad autónoma de Cataluña, España. Cuenta con una población de 889 habitantes (INE 2024).

## Historia
El municipio aparece citado por primera vez en el documento mediante el cual en 1175 el rey Alfonso II de Aragón hacía donación a Berenguer d'Oms de una zona conocida como Rocabruna. Ahí fue donde más adelante se inició el núcleo de Maspujols. En 1303 aparece citado una masía, Can Pujols, perteneciente al término municipal de Aleixar. Formó parte del condado de Prades desde su creación en 1324.
Logró la independencia administrativa de l'Aleixar en 1625 gracias a una sentencia de los duques de Cardona, herederos de los condes de Prades.
En 1720 se produjo dentro del término de Maspujols un enfrentamiento armado entre las tropas borbónica y algunos voluntarios botiflers y los guerrilleros comandados por el Carrasclet. La batalla fue ganada por las tropas reales quienes, tras la victoria, saquearon el pueblo.
En 1811 se produjo un nuevo saqueo, esta vez por parte de las tropas napoleónicas a las órdenes del general MacDonald.

## Geografía humana

### Demografía
Cuenta con una población de 889 habitantes (INE 2024).
| Gráfica de evolución demográfica de Maspujols entre 1842 y 2021                                                                                                |
| |
| Población de derecho según los censos de población del INE Población de hecho según los censos de población del INEEn este censo se denominaba Mospujols: 1842 |

Maspujols está formado por dos núcleos o entidades de población. 
Lista de población por entidades:
| Entidad de población | Habitantes (2011) |
| -------------------- | ----------------- |
| Maspujols            | 730               |
| Rocabruna            | 33                |
| Fuente: Municat      |                   |

### Economía
La principal actividad económica es la agricultura de secano. Destacan los cultivos de avellanos y olivos. También hay zonas destinadas al regadío que han ido ampliándose gracias a la construcción del pantano de Riudecanyes. Cuenta con una cooperativa agrícola desde 1906.

## Cultura
La iglesia parroquial está dedicada a Santa María. Tanto la portalada como el campanario son de estilo barroco.
En las afueras del pueblo se encuentra una ermita dedicada a San Antonio. Es del siglo XVIII y fue restaurada por completo en 1963. Se cree que poseía una torre pero no ha quedado ningún vestigio que lo demuestre. 
Maspujols celebra su fiesta mayor el día 15 de agosto.
El pueblo tiene una alta actividad asociativa con grupos muy activos como la "Unió Esportiva Maspujols" (club de fútbol), los "Gegants y Grallers de Maspujols", el "Centre Excursionista Maspujols", la asociación de mujeres "La Dalia" o el grupo de jóvenes "Milubis".